# Sierra de Atapuerca
Die Sierra de Atapuerca ist ein kleiner Gebirgszug nördlich von Ibeas de Juarros in der Provinz Burgos (Kastilien und León, Spanien), der sich zwischen dem Kantabrischen und dem Iberischen Gebirge von Nordwesten nach Südosten erstreckt. Sie wurde wegen der außergewöhnlichen archäologischen und paläontologischen Funde in ihrem Inneren zum Naturschutzgebiet, zum schützenswerten Kulturgut und zum UNESCO-Welterbe erklärt. Gefunden wurden Fossilien von mehreren Arten der Hominini: Homo antecessor, Homo heidelbergensis, Homo neanderthalensis  und Homo sapiens.

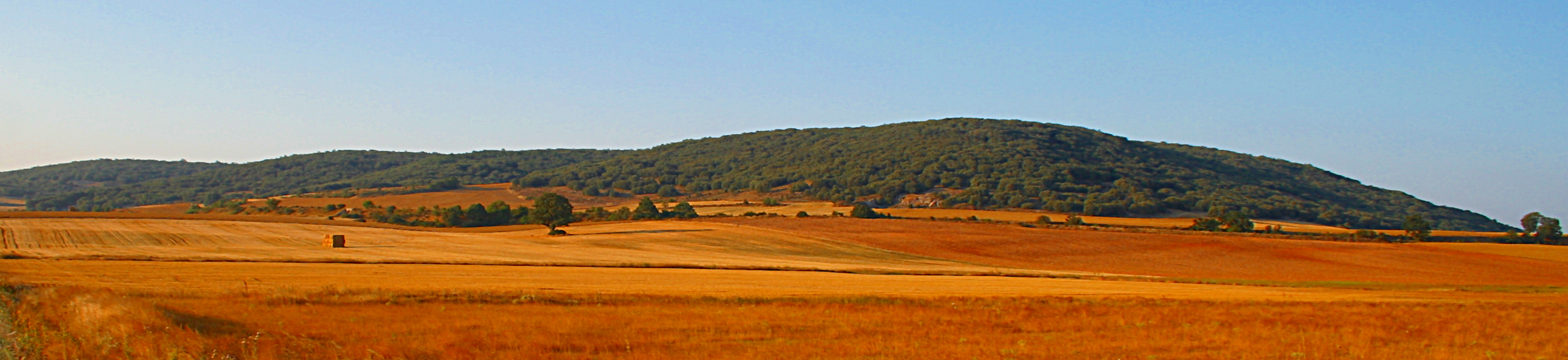
Panoramaaufnahme der Sierra de Atapuerca

## Geografische Lage
Die Sierra de Atapuerca wird im Süden vom Fluss Arlanzón begrenzt, im Norden vom Fluss Vena und im Osten von der Sierra de la Demanda, einem Ausläufer des Iberischen Gebirges. Sie gehört zum sogenannten Korridor von La Bureba, einem wichtigen und historischen Pass zwischen dem Ebrotal und dem Flussgebiet des Duero. Vom orografischen Standpunkt aus ist sie eine einfache Formation mit einer Maximalhöhe von 1079 m am Pico de San Vicente. Sie besteht aus kreidezeitlichem Kalkstein, bedeckt von einer erheblichen Masse von Steineichen, Portugiesischen Eichen (Quercus faginea) und vor allem Unterholz aus Stacheligem Dornginster, Rosmarin, Lavendel, Thymian und Salbei.
Der Pass von La Bureba wurde seit jeher als Hauptzugang von Europa zur Iberischen Halbinsel benutzt. Er verbindet die mediterrane Seite des Ebrotals mit der atlantischen Seite des Duerotals und liegt gleichzeitig auf dem Weg, der sich von den Pyrenäenpässen zu den anderen Orten auf der Halbinsel verzweigt, sowohl nach Westen (Galicien und Portugal) als auch nach Süden (zur kastilischen Meseta, nach Andalusien, Extremadura, Südportugal und Afrika). Auch eine der wichtigsten Römerstraßen führte durch den Pass, im Mittelalter auch der Jakobsweg sowie Ende des 19. Jahrhunderts die N1 (heute die Autovía A-1).
Nicht nur von Menschen wurde der Pass benutzt, auch Fauna und Flora haben sich über ihn verbreitet. Fruchtbarer Boden und eine Fülle an Ressourcen führten zu einem erheblichen Artenreichtum und einer ständigen menschlichen Besiedelung seit über 800.000 Jahren.

## Geologie
Die Sierra besteht aus einem kleinen Hügel – entsprechend einer liegenden Antiklinale – gebildet aus Kalkstein, Sand und Sandstein mariner Herkunft aus der Oberkreide (zwischen 80 und 100 Millionen Jahre alt) und bedeckt von Ablagerungen des Flusses Arlanzón, der im Quartär zahlreiche Alluvialterrassen gebildet hat.
Auf dieser Antiklinale und um die Sierra herum finden sich neuere Materialien kontinentaler Herkunft, die dem Tertiär zuzuordnen sind (zwischen 25 und 5 Millionen Jahre alt). Sie bestehen aus Konglomeraten von Kalkstein und rotem Ton aus dem Oligozän unter einigen Schichten Mergel, Ton, Gips sowie Kalk- und Mergelpaketen, die für die alte lakustrische Umgebung des Einzugsgebiets des Duero typisch sind.
Gegen Ende des Pliozän und Anfang des Pleistozän beginnt sich das Flusstal des Arlanzón zu bilden, der auf seinem Weg durch die Sierra 15 Schichten sehr asymmetrischer quartärer Terrassen hinterlassen hat. Die Anstiege des Flusspegels und die Kalksteinstruktur haben zu einem karstischen Komplex mit einer Vielzahl Höhlen geführt, von denen viele aus verschiedenen Ursachen (Einstürze, Scherung) nach außen offen sind. Durch diese Öffnungen haben sich im Laufe der Zeit verschiedene Sedimente angesammelt, beispielsweise Erde, Staub, Pollen, Überreste von Tieren oder Exkremente, die oft die Eingänge zugeschüttet haben. Vielfach wurden diese auch durch nachfolgende Einstürze verschlossen, wobei das Innere bis zum Entstehen neuer Öffnungen intakt blieb.

## Geschichte

### Erste Entdeckungen im 19. Jahrhundert
Die ersten systematischen Erkundungen des karstischen Systems der Cueva Mayor (span. ‚größte Höhle‘) fanden Mitte des 19. Jahrhunderts statt. Allerdings war die Höhle bereits seit langer Zeit bekannt und besucht. Im Jahre 1863 beantragte Felipe Ariño die Besitzrechte an der Höhle. Fünf Jahre später, im Jahre 1868, veröffentlichten Pedro Sampayo und Mariano Zuaznávar eine detaillierte Beschreibung der Höhle, in der sie zum ersten Mal die so genannte Sima de los Huesos (span. ‚Knochengrube‘) beschreiben. Diese wurde 1890 ein weiteres Mal in einem Antrag auf Genehmigung des Bergbaus in anderen Bereichen der Cueva Mayor erwähnt. In ähnlicher Weise folgten eine Vielzahl von Plünderungen und Zerstörungen des Höhleninneren.

### Die Eisenbahn

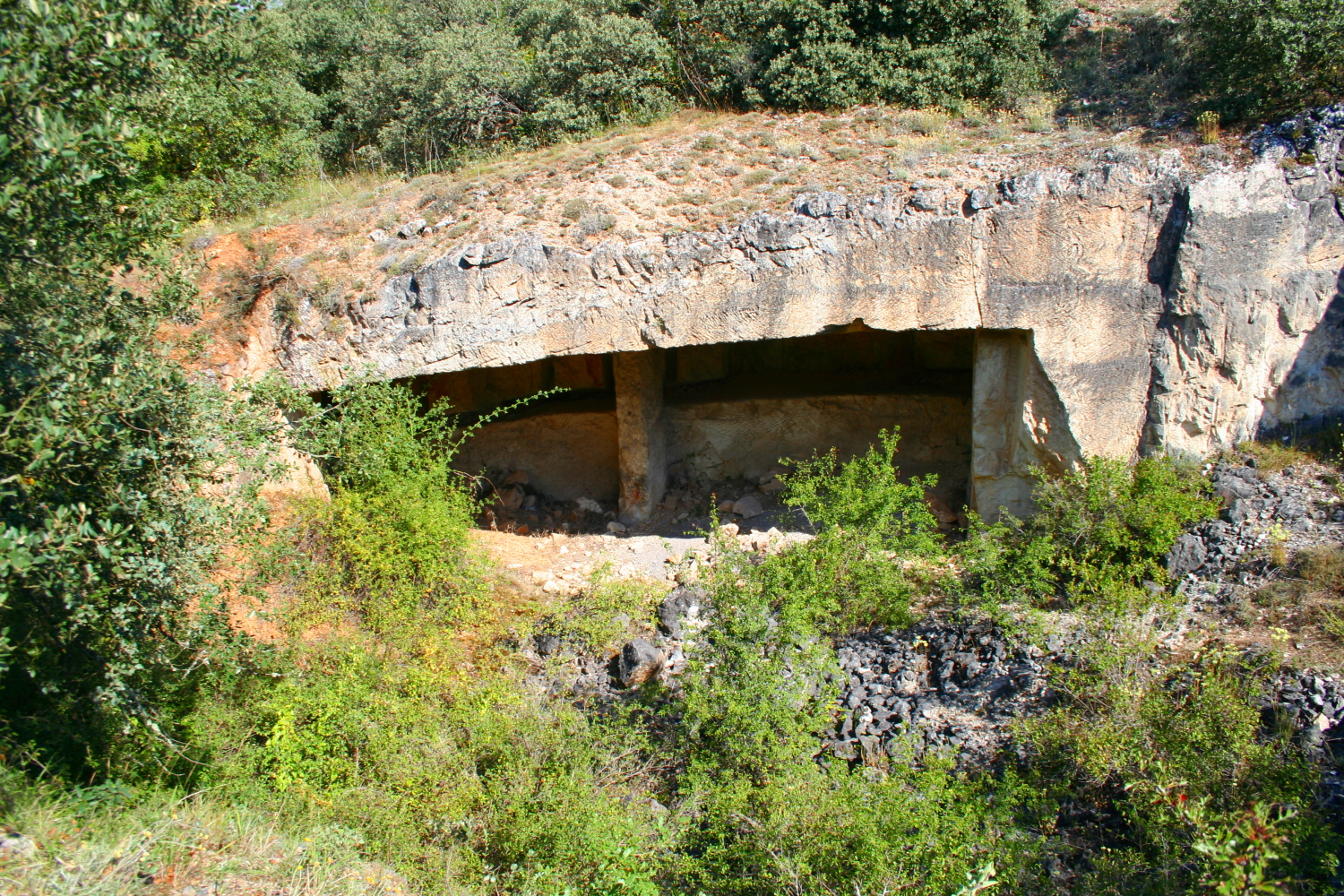
Ein alter Steinbruch in der Nähe der Ausgrabungen

Gegen Ende des 19. Jahrhunderts wurde wegen des Bergbaus eine Eisenbahntrasse von der Sierra de la Demanda bis nach Burgos verlegt. 1896 wurde der kurz zuvor von Richard Preece Williams gegründeten Firma The Sierra Company Ltd. die Genehmigung zum Bau der Schmalspurstrecke von Monterrubio de la Demanda nach Villafría in der Nähe von Burgos erteilt. Zweck der Bahnstrecke war der Transport von Kohle und Eisen aus der Sierra de la Demanda bis zum Verbindungspunkt mit der Strecke Burgos-Bilbao, und von dort aus zu den baskischen Eisenhütten. Die Gesamtlänge betrug 65 Kilometer, der Bau wurde 1901 abgeschlossen.
Ursprünglich sollte die Strecke nicht durch die Sierra de Atapuerca verlaufen. Aus unbekannten Gründen führten die Gleise dennoch durch den südwestlichen Teil der Sierra, durch einen tiefen Graben von einem halben Kilometer Länge und einer Tiefe von bis zu 20 Metern. Dieser Graben durchquerte zahlreiche verschüttete Höhlen mit pleistozänen Sedimenten, wodurch diese zu Tage traten und ihre Schichtung klar sichtbar wurde.
Dem Vertrag nach sollte die Bahnstrecke nicht nur dem Bergbau dienen; als Bedingung für die Unterstützung des Vorhabens durch den Provinzialrat musste die Sierra Company sich verpflichten, Passagiere und Handelswaren zu transportieren. Wegen der von Ferrocarriles del Norte auferlegten hohen Preise gelang es der Bahnlinie dennoch nie, sich wirtschaftlich zu festigen.
Um das Jahr 1910 stellte die Bahnlinie den Betrieb ein. 1917 machte die Nachfolgegesellschaft der Sierra Company, die Sociedad Vasco-Castellana, Bankrott und löste sich endgültig auf. Bis heute sind Brücken, Böschungen, Tunnel und Bahnhöfe der Linie erhalten. Seit etwa 1950 wurde der Eisenbahngraben als Steinbruch benutzt, wobei ein Teil der Fundstellen zerstört wurde.

### Erste Ausgrabungen

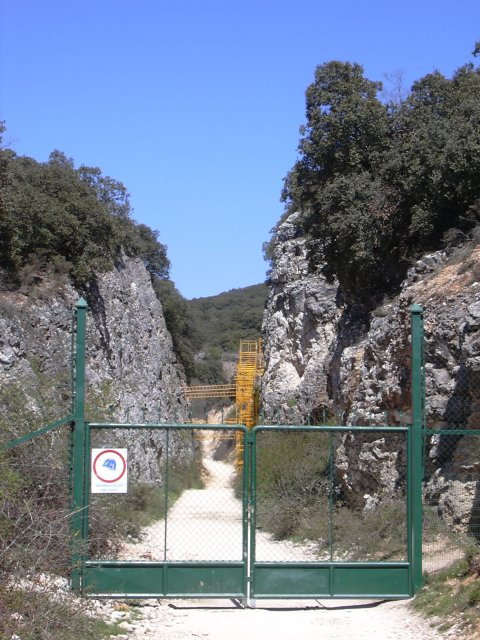
Eingang zu den Ausgrabungen am Eisenbahngraben

Im Jahre 1964 initiierte Francisco Jordá Cerdá, Professor für Archäologie an der Universität Salamanca die ersten Ausgrabungen, die allerdings kurz danach zum Stillstand kamen. Acht Jahre später fand eine Gruppe von Speläologen namens Grupo Espeleológico Edelweiss die sogenannte Galería del Sílex (span. ‚Feuersteingalerie‘), die Überbleibsel von Begräbnisriten und Malereien aus der Bronzezeit enthält.
1973 begann J. M. Appellániz am Eingang der Cueva Mayor mit der ersten von insgesamt elf Ausgrabungen.

### Gegenwärtige Untersuchungen
1976 trat der Bergbauingenieur Trinidad de Torres Pérez-Hidalgo, der zu dieser Zeit dabei war, seine Doktorarbeit über Fossilien von Bären zu schreiben, mit verschiedenen menschlichen Überresten an den Paläontologen Emiliano Aguirre heran, die er an einer der Fundstätten in der Sierra gefunden hatte, in der Sima de los Huesos. 1980 begannen die Ausgrabungen in der Galería de Silex, die über zehn Jahre dauerten. 1984 begannen die systematischen Ausgrabungen in der Sima de los Huesos.
Im Jahre 1990 trat Emiliano Aguirre in den Ruhestand und die Leitung wurde einem Team bestehend aus Juan Luis Arsuaga, José María Bermúdez de Castro und Eudald Carbonell Roura übertragen. Seither hat man Steingeräte des Mode 1 (Oldowan), am Boden der Gran Dolina (span. ‚Große Doline‘) gefunden. Kurz darauf, im Jahre 1992, kamen in der Sima de los Huesos verschiedene menschliche Schädel zum Vorschein, darunter der berühmte Schädel Nummer 5, der die Fundstätte zu einem Ort internationaler wissenschaftlicher Bedeutung für die Erforschung der menschlichen Evolution machte. Er wurde zu Ehren Miguel Indurains auf den Namen Miguelón getauft.
Die Jahre 1994 und 1995 förderten eine beachtliche Anzahl von Steingeräten des Mode 1 und menschlichen Überresten zu Tage, die alle auf 800.000 Jahre datiert werden, was eine sehr frühe menschliche Besiedlung in Europa bestätigt. Im darauffolgenden Jahr bestätigte sich anhand der Untersuchungen von Spuren an den Knochenfunden, dass ein ritueller Kannibalismus praktiziert wurde. Dies ist der älteste Hinweis auf Kannibalismus in Europa. Es begannen die Ausgrabungen in der Sima del Elefante (span. ‚Elefantengrube‘).
Das Jahr 1997 war von großer Wichtigkeit für die Ausgrabungsstätte, da in diesem Jahr mit dem Homo antecessor eine neue menschliche Spezies beschrieben wurde. Die Untersuchungen wurden mit bedeutenden Preisen prämiert, dem Prinz-von-Asturien-Preis und dem Premio de Ciencias Sociales de Castilla y León.
Das Jahr 1998 brachte die Gewissheit, dass die in der Sima de los Huesos gefundenen Überreste, die dem Homo heidelbergensis zugeschrieben wurden, zu menschlichen Wesen mit der Fähigkeit zu Abstraktion und symbolischem Handeln gehören, denen sich außerdem Fragen mystischer Natur stellen. Dies lässt sich aus dem Fund eines Excalibur getauften, unbenutzten Faustkeils (Mode 2) schließen, der aus einem wertvollen Material hergestellt und der Bestattung eines Gruppenmitglieds beigegeben worden war.
Im Jahre 1999 begannen die Ausgrabungen in der Cueva El Mirador. Im folgenden Jahr erlangte die Sierra den Status des UNESCO-Welterbes. Gleichzeitig wurden in der Sima del Elefante Überreste von Steingeräten gefunden, die auf ein Alter von einer Million Jahren datiert wurden. Auch wurde eine neue Nagetierart benannt, Microtus ((Allophaiomys)) lavocati. Die Ausgrabungen am Eingang der Cueva Mayor wurden wieder aufgenommen. Die Gran Dolina gab eine neue Höhlenbärenart frei, den Ursus dolinensis, dessen Überreste in der Schicht TD4 gefunden wurden.

## Ausgrabungsstätten der Sierra de Atapuerca
In der zweiten Hälfte des 19. Jahrhunderts wurden einige Funde gemacht, die den archäologischen Reichtum der Zone vermuten ließen. Dennoch wurden erst im letzten Viertel des 20. Jahrhunderts umfassende und systematische Untersuchungen durchgeführt. Erst jetzt wurde klar, dass es sich bei dem Fundgebiet um eines der wichtigsten Europas und eines der bedeutendsten der Welt handelte, in dem Fundstücke ausgegraben wurden, die die Vorstellung von der Geschichte der Menschheit verändert haben. Es wurden Überreste aus einem Zeitraum vom Altpleistozän (mit einem Alter über einer Million Jahre) bis zum Holozän (gegenwärtige Epoche) gefunden, die Aufschluss über Fauna, Flora und Klima geben. Dieser archäologische Komplex wurde von der UNESCO zum Welterbe erklärt (2000) und hat den Prinz-von-Asturien-Preis für wissenschaftliche und technische Forschung erhalten (1997).
Die Ausgrabungsstätten sind außergewöhnlich wegen ihres Reichtums an Fossilien, deren gutem Erhaltungszustand und wissenschaftlicher Bedeutung. Die gefundenen Steingeräte umfassen alle technologischen Stadien, von den primitivsten Formen der Steinbearbeitung bis hin zu Exemplaren aus der Bronzezeit. Auch eine neue Höhlenbärenart, der Ursus dolinensis, wird gefunden.
Die wichtigsten Funde sind jedoch die Überreste von Vertretern der Gattung Homo. Sie finden sich in verschiedenen Grabungen, was ungewöhnlich ist. Unter ihnen befinden sich die von ihren spanischen Entdeckern als Homo antecessor bezeichneten, auf ein Alter von 1,1 Millionen Jahre datierten Funde. Andere Forscher stellen diese älteren Funde jedoch zu Homo erectus und die jüngeren zu Homo heidelbergensis.
Im Folgenden werden die wichtigsten Funde und die Rückschlüsse beschrieben, die sie auf die Vorgeschichte zulassen. Besonders bemerkenswert sind dabei die Funde aus dem Eisenbahngraben (Sima del Elefante, Galería, Gran Dolina) sowie diejenigen aus dem zum karstischen System der Cueva Mayor und der Cueva del Silo, wie der Portalón, die Galería de Silex und die Sima de los Huesos. Daneben befindet sich die Cueva El Mirador, eine im äußersten Südosten der Sierra gelegene Höhle, die anscheinend nicht mit genanntem karstischen System in Verbindung steht. Neben über 50 weiter außerhalb gelegenen Fundstellen (wie das Valle de las Orquídeas y Hundidero, in dem erst kürzlich mit Ausgrabungen begonnen wurde) befindet sich in der Gegend eine beträchtliche Anzahl von Megalithanlagen („Hünengräber“), sowohl in der Sierra als auch in der Umgebung.

### Eisenbahngraben

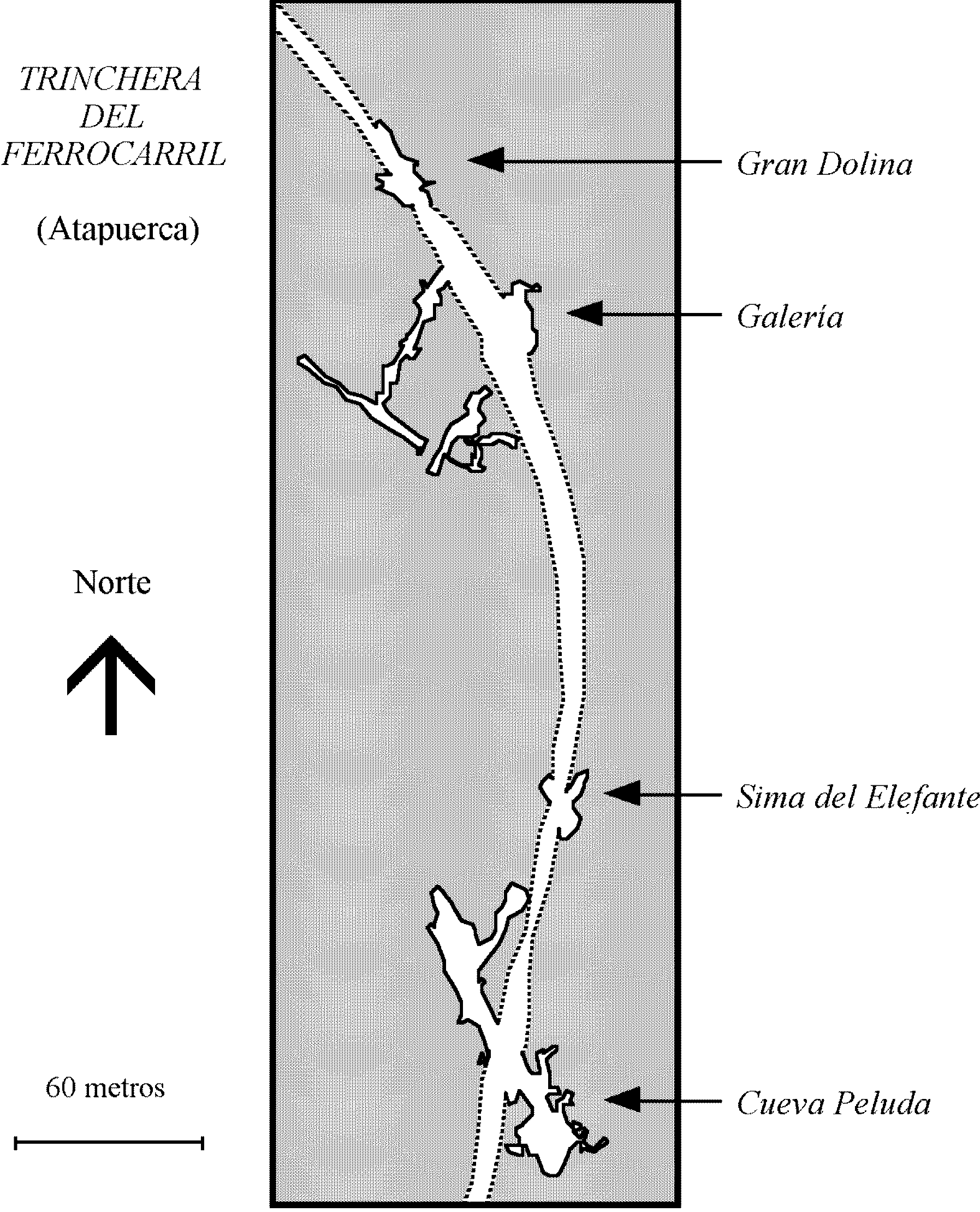
Lageplan der Grabungen im Eisenbahngraben

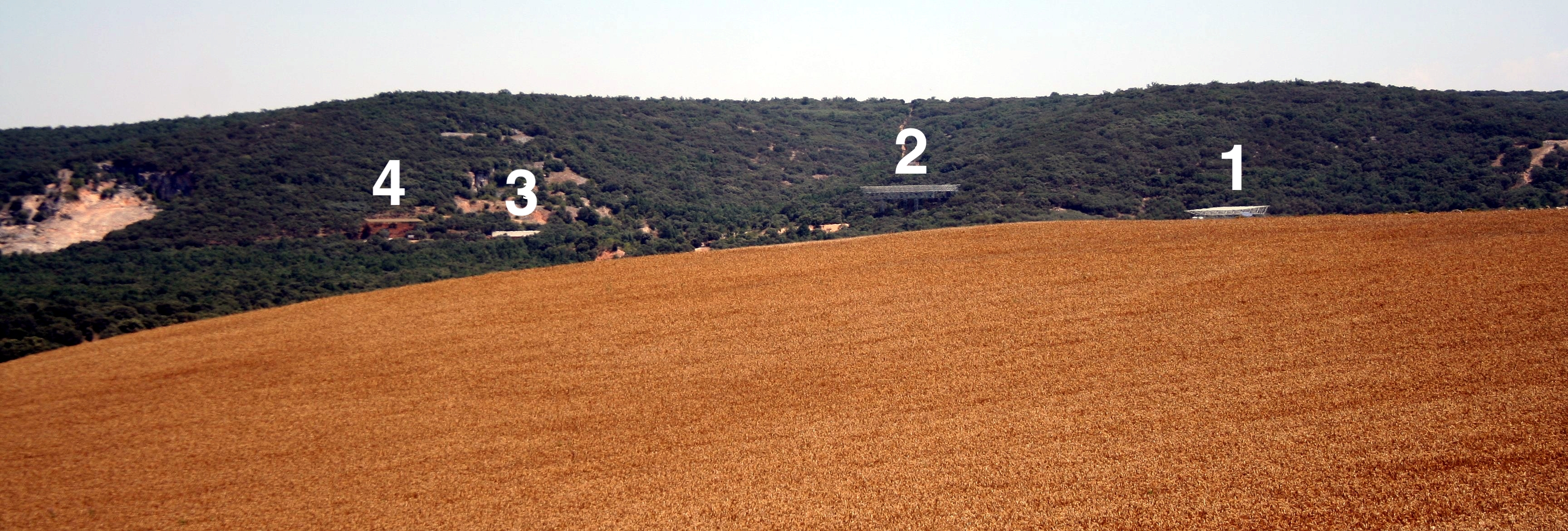
Lage der Ausgrabungsstätten im Eisenbahngraben (nach den sichtbaren Schutzdächern): (1) Eingang zum Graben; (2) Sima del Elefante; (3) Galería; (4) Gran Dolina

#### Sima del Elefante (TE)
Die Fundstelle der Sima del Elefante, auch bekannt als Trinchera del Elefante, befindet sich im Eisenbahngraben und ist die erste Ausgrabungsstelle, auf die man vom Südeingang des Grabens aus stößt. Im Zusammenhang des karstischen Komplexes der Cueva Mayor/ Cueva del Silo befindet sie sich am Ende der unteren Galerie, wobei jedoch die sedimentologische Beziehung zwischen den beiden Orten noch ungeklärt ist. Es dürfte sich um eine karstische Galerie von über 15 Metern Höhe und 18 Metern maximaler Breite handeln. Der Name der Höhle geht zurück auf das Auftauchen einiger Fossilien im Jahre 2001, die zunächst Elefanten zugeschrieben wurden. Nachfolgende Untersuchungen zeigten jedoch, dass sie von Nashörnern stammten. Bei späteren Ausgrabungen fand man schließlich das Sprungbein eines Elefanten, so dass auch die Anwesenheit von Elefanten im Fossilienlager nachgewiesen war.
Die Sima del Elefante ist die Fundstelle des Eisenbahngrabens, an der als letzte mit systematischen Ausgrabungen begonnen wurde. Ihre 21 Meter dicke Sedimentschicht umfasst den ganzen Zeitraum menschlicher Besiedlung der Sierra, entsprechend dem Pleistozän. Ihre unteren Ebenen sind die ältesten der gesamten Sierra. Sie befinden sich bis zu 3,5 Metern unterhalb der eigentlichen Tiefe des Eisenbahngrabens und sind über eine Million Jahre alt (Altpleistozän). In diesen Tiefen fand man tierische Überreste nebst Steingeräten, was die Gegenwart von Hominini in einer Epoche vor derjenigen beweist, in dem der Homo antecessor / Homo heidelbergensis in der Gran Dolina lebte (etwa 780.000 Jahre). Darüber hinaus wurden an einigen Knochenresten Schnittspuren gefunden, die von den Steinwerkzeugen beim Entfleischen hinterlassen wurden, woraus sich Rückschlüsse auf die Ernährungsweise jener Hominini ziehen lassen. In den höheren Grabungsschichten wurden Steininstrumente des Mode 3 (Mittelpaläolithikum) gefunden, die Neandertalern zugeschrieben werden, nebst Fossilien von Pferden und Hirschen.
Im März 2008 wurden neue Funde von Überresten des Homo antecessor in der Sima del Elefante bekanntgegeben. Es handelte sich dabei um einen Teil eines Kieferknochens eines Individuums von etwa 20 Jahren sowie 32 Feuersteinwerkzeuge des Typs Oldowan (Mode 1). Sie stammen aus der Schicht TE9 und wurden auf 1,2 Millionen Jahre datiert. Sie sind damit wesentlich älter als die Funde aus der Gran Dolina. Während noch ältere europäische Funde aus Südfrankreich und Süditalien umstritten sind, galten die Funde aus der Sima del Elefante bis Anfang 2024 als die ältesten gesicherten Belege für die Anwesenheit des Menschen in Europa; dann machten ihr die Datierung von Werkzeugfunden aus dem Fundplatz Korolevo (Ukraine, 1,42 Millionen Jahre) diesen Rang streitig.
Im Jahr 2025 wurde in einem Fachaufsatz die Entdeckung eines linken Gesichtsschädels eines frühen Menschen vermeldet, welcher Teile des Oberkiefers und des Jochbeins umfasst. Er stammt aus einer stratigraphisch etwas älteren Schicht (TE7) und könnte damit zwischen 1,4 und 1,1 Millionen Jahre alt sein. Im Unterschied zu Homo antecessor aus der Gran Dolina sind die Gesichtsknochen etwas breiter gestaltet, so dass die Zugehörigkeit zu dieser fossilen Menschenart nicht eindeutig gesichert ist. Ebenso ist das Verhältnis zu dem Menschenfund aus der Schicht TE9 nicht eindeutig. Beide Schichten weisen aber eine vergleichbare Kleinsäugerfauna auf, die allgemein eine Öffnung der Waldlandschaften hin zu mehr offenen Habitaten anzeigt. Dadurch lässt sich neben einer relativ kurzen Zeitspanne zwischen der Entstehung beider Schichteinheiten auch auf vergleichbare Umweltverhältnisse schließen, was eine Konspezifität unterstützt. Provisorisch wurde von den Autoren der Studie die Bezeichnung Homo aff. erectus für den Fund aus TE7 vorgeschlagen. Vergesellschaftet war der Gesichtsschädel mit einzelnen Abschlägen aus Quarz und Kieselgestein sowie einem Gröllgerät. Zudem kamen Knochen mit Schnittmarken vor, die aufzeigen, dass Tierkadaver zerlegt worden waren.

#### GaleríaundCovacha de los Zarpazos(TG-TN-TZ)

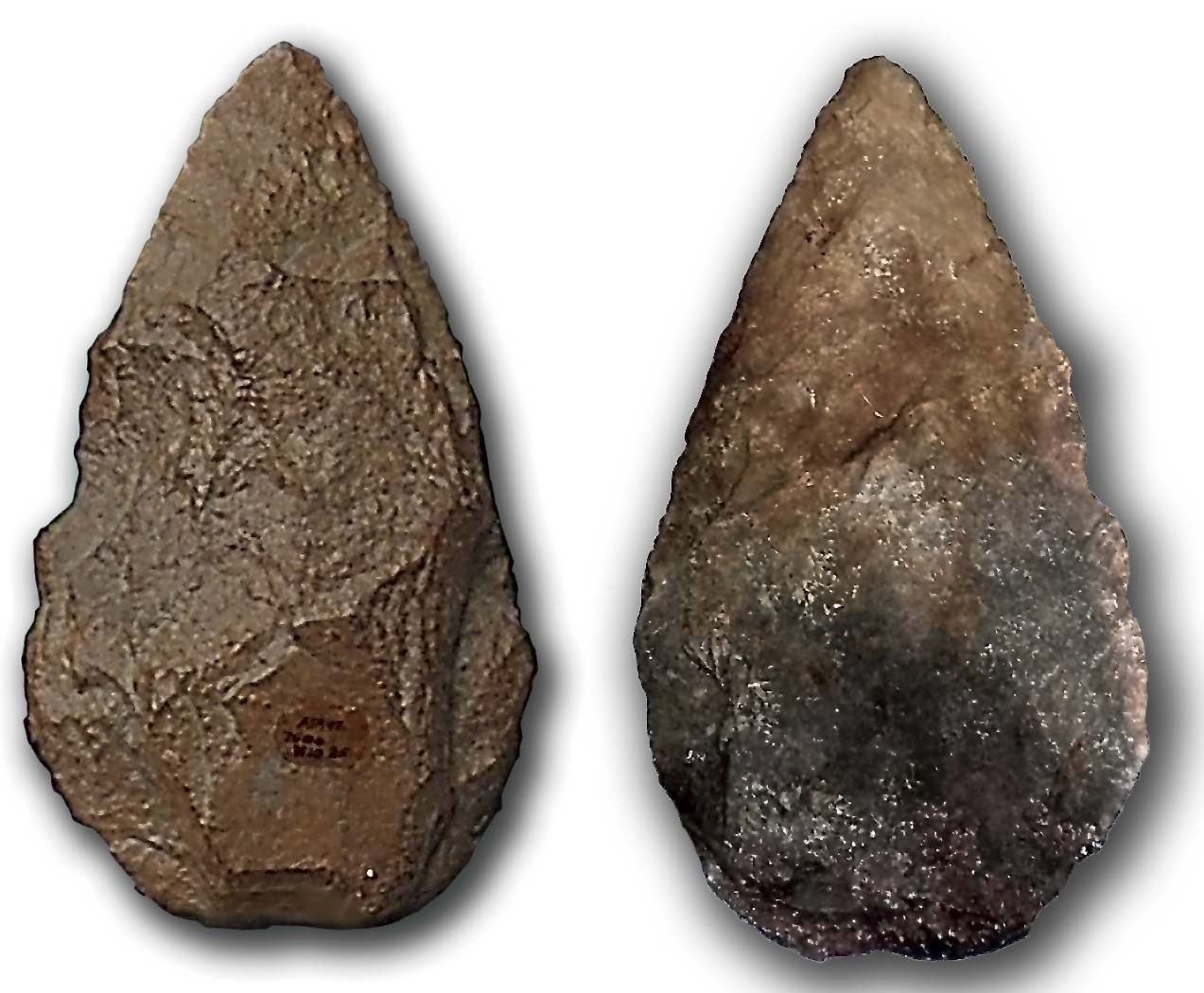
Steinwerkzeuge aus der Galería

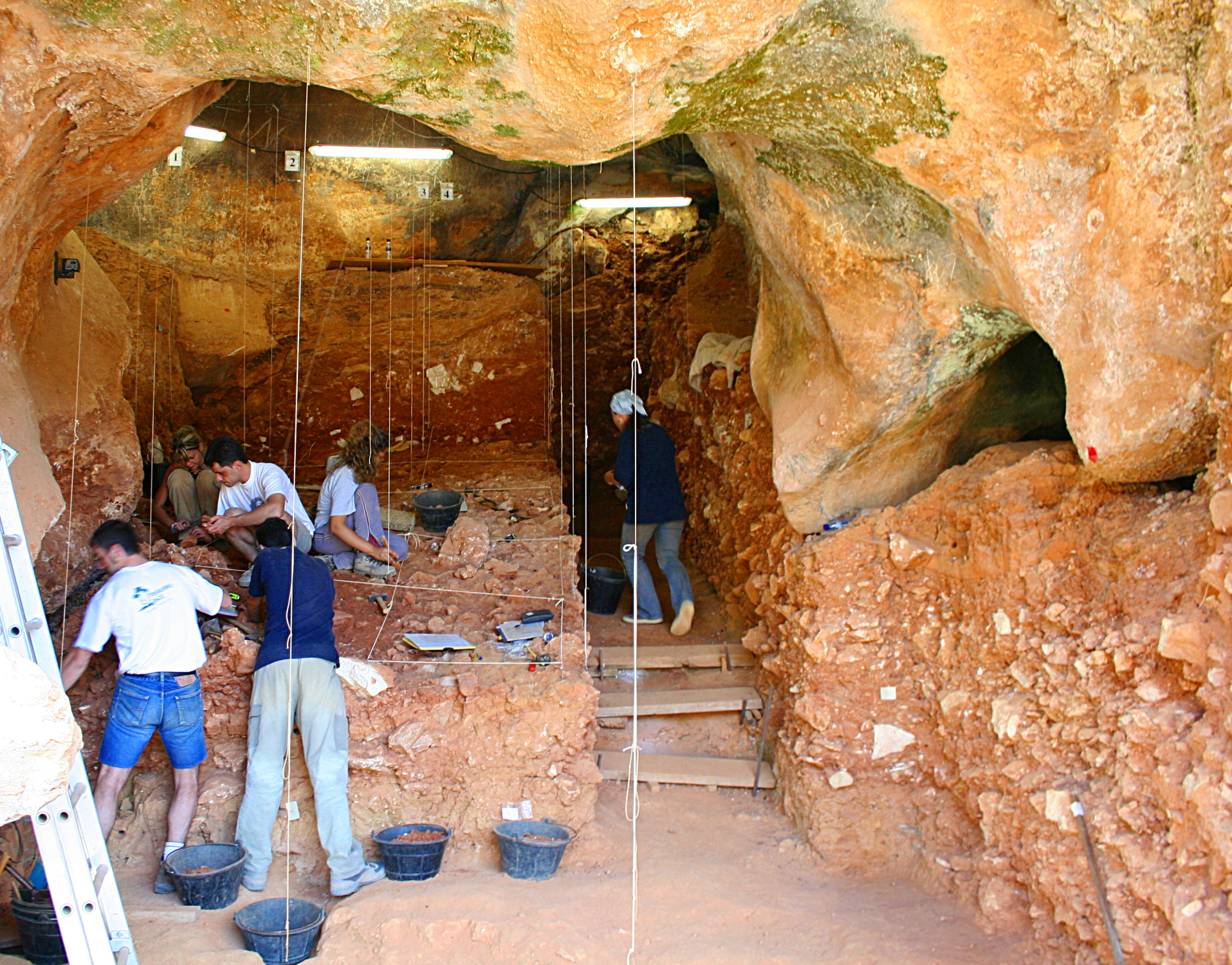
Ausgrabungsarbeiten in der Covacha de los Zarpazos, 2006

Die Galería war die erste der Fundstellen im Eisenbahngraben, die systematisch ausgegraben wurde. Es handelt sich dabei um eine unterirdische Galerie (Sektion TG), von der ein grubenförmiger Kamin (Sektion TN) nach außen führt. Der Eingang scheint sich linksseitig befunden zu haben und wird Covacha de los Zarpazos (span. ‚Höhle der Prankenschläge‘) genannt (Sektion TZ).
Der Kamin, der durch Einsturz des Galeriedachs entstand, wurde zu einer natürlichen Falle, in die viele Tiere stürzten (oder von Jägern hineingestoßen wurden) und so Menschen und anderen Fleischfressern zum Opfer fielen.
Die Funde der Galería umfassen einen Zeitraum von 200.000–400.000 Jahren. Es wurden fünf sedimentäre Phasen identifiziert (TGI-TGV), mit starker menschlicher Präsenz in der dritten. In jener Phase wurden 13 verschiedene Schichten menschlicher Besiedlung ausgemacht, in denen eine Vielzahl von Steingeräten des Mode 2 (Acheuléen) mit Überresten von Hirschen, Pferden, Bisons und Nashörnern auftauchten. Die Knochen der gefundenen Tiere tragen Bissspuren von Bären, Löwen, Füchsen und Luchsen. Auch ein Schädelfragment aus der Epoche des Homo heidelbergensis wurde gefunden.

#### Gran Dolina(TD)

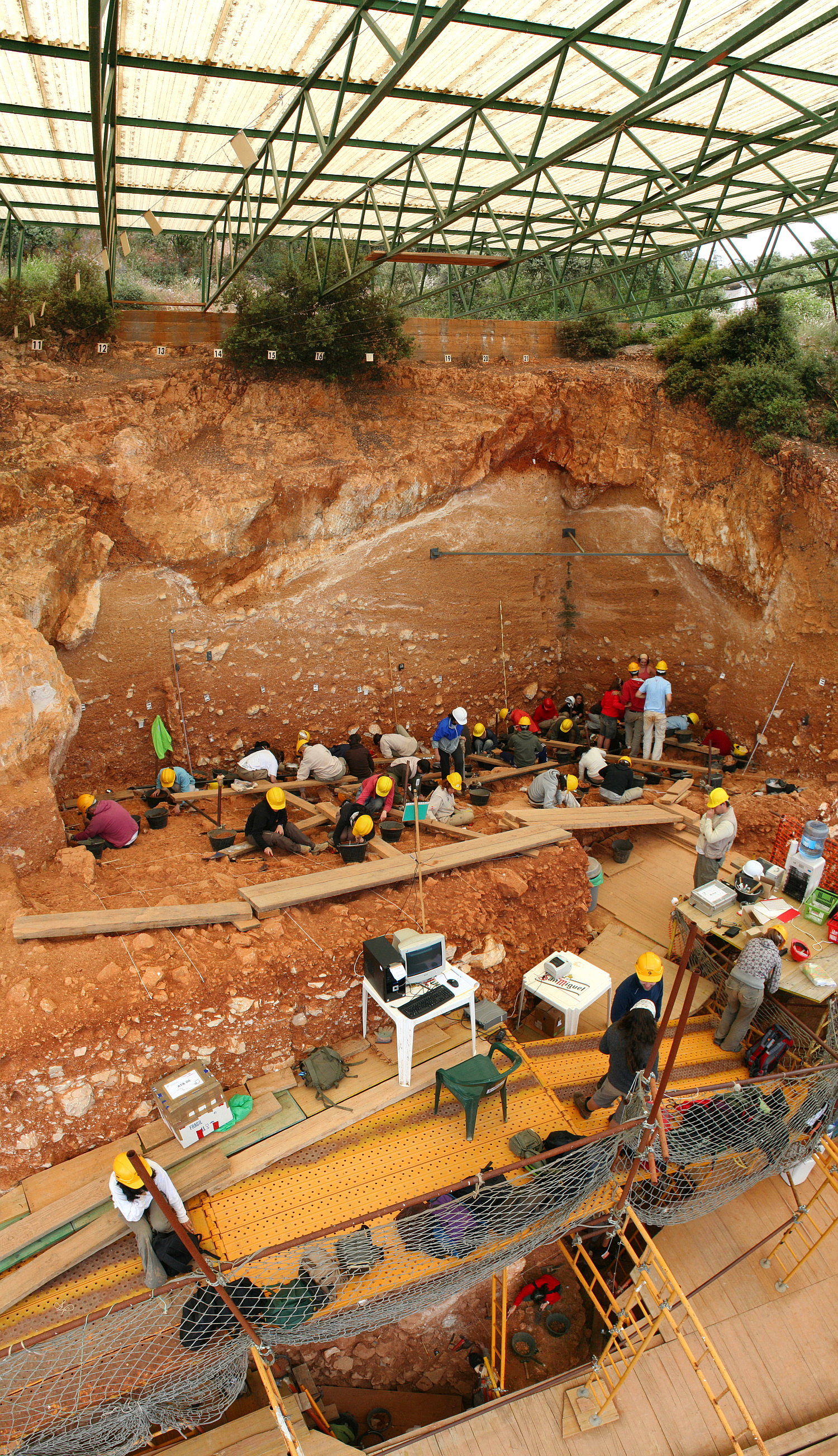
Gran Dolina, Grabungskampagne 2008. Die meisten Personen sind auf der Ebene TD10 versammelt. Dort befand sich ein Lager von Homo heidelbergensis. Die Frau mit der roten Kleidung unterhalb der Holzstege arbeitet auf Niveau TD-6, wo die ersten Überreste von Homo antecessor dieser Grabungsstelle gefunden wurden

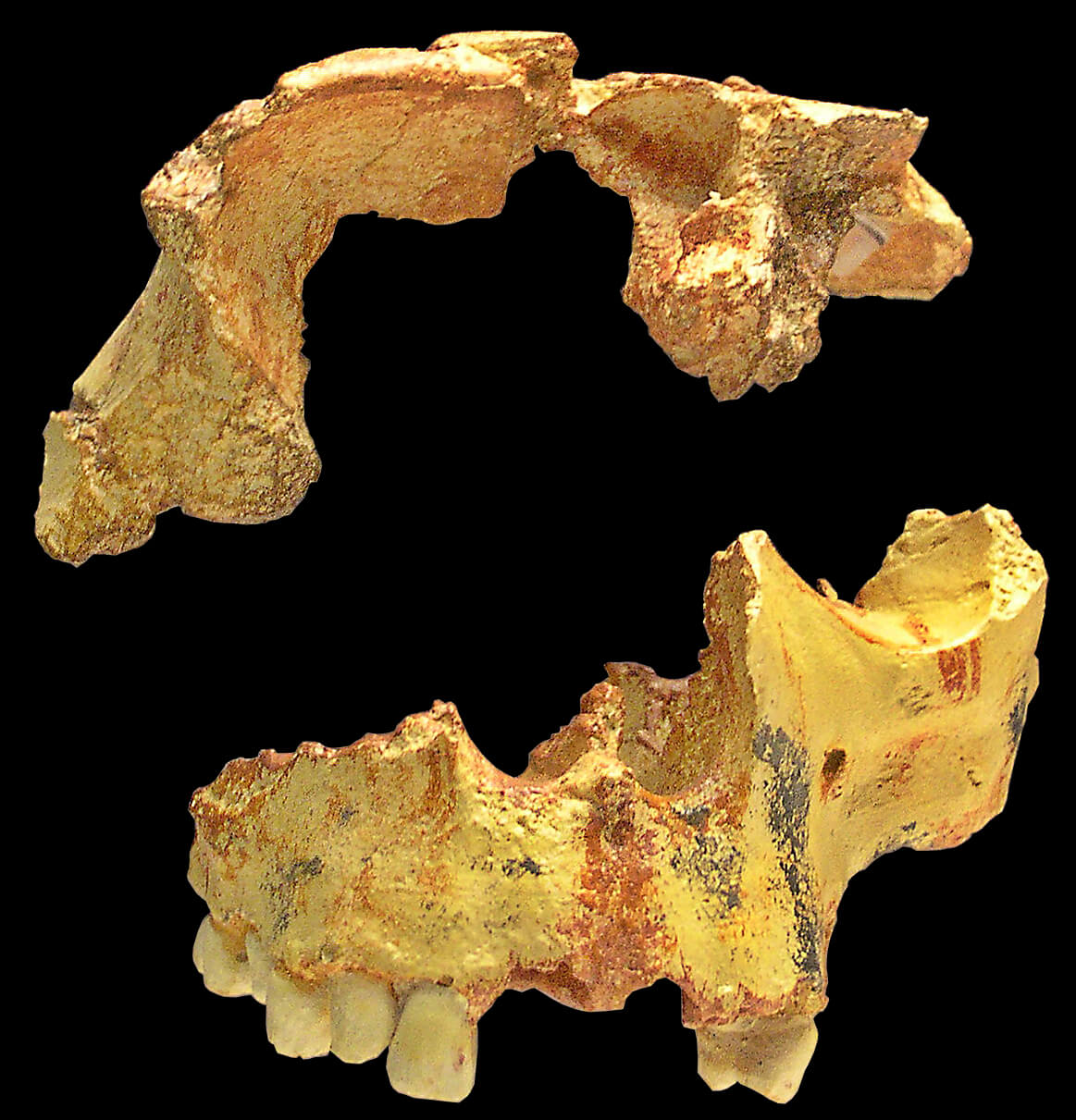
Schädelfragmente eines jungen Homo antecessor

Die Fundstelle der Gran Dolina befindet sich im Inneren des Eisenbahngrabens und ist die bekannteste, da in ihr die ersten Überreste von Fossilien entdeckt wurden, die später als Homo antecessor ausgewiesen wurden. In 18 Metern Sedimenten werden elf stratigraphische Schichten unterschieden. Sie umfassen eine Zeitspanne von vor einer Million Jahren (Schicht TD1) bis vor 200.000 Jahren (Schicht TD11).
In den unteren Schichten wurden Reste von fleischfressenden Tieren gefunden, wie Säbelzahntiger und Tüpfelhyänen (in beiden Fällen die ältesten Nachweise der Art in Europa) sowie eine neue Bärenart, ein Vorfahr des Höhlenbären, der nach seiner Fundstelle Ursus dolinensis getauft wurde. Genau wie am Grund der Sima del Elefante wurden in der Schicht TD4 Steingeräte des Mode 1 mit einem Alter von einer Million Jahren gefunden.
In der Schicht TD6 fand man 1994 Überreste dessen, was später von ihren Entdeckern als eine neue menschliche Spezies beschrieben wurde, des Homo antecessor. Untersuchungen der gefundenen Knochen zeigen Schnittspuren, die von menschlichem Werkzeug herrühren. Daraus wurde geschlossen, dass jene alten Bewohner der Gran Dolina Kannibalismus praktizierten. In der folgenden Schicht, TD7, lässt sich die Änderung des Erdmagnetfelds vor 780.000 Jahren erkennen, die die Grenze zwischen Alt- und Mittelpleistozän definiert (Brunhes-Matuyama-Magnetumkehr). In der Schicht TD10 finden sich Reste von Steingeräten des Mode 3, wenn auch nur rudimentär. Es wurden weitere Überreste des Homo antecessor gefunden, die die Wichtigkeit und den Reichtum der Fundstelle bestätigen.

### Cueva Mayor

#### Sima de los Huesos

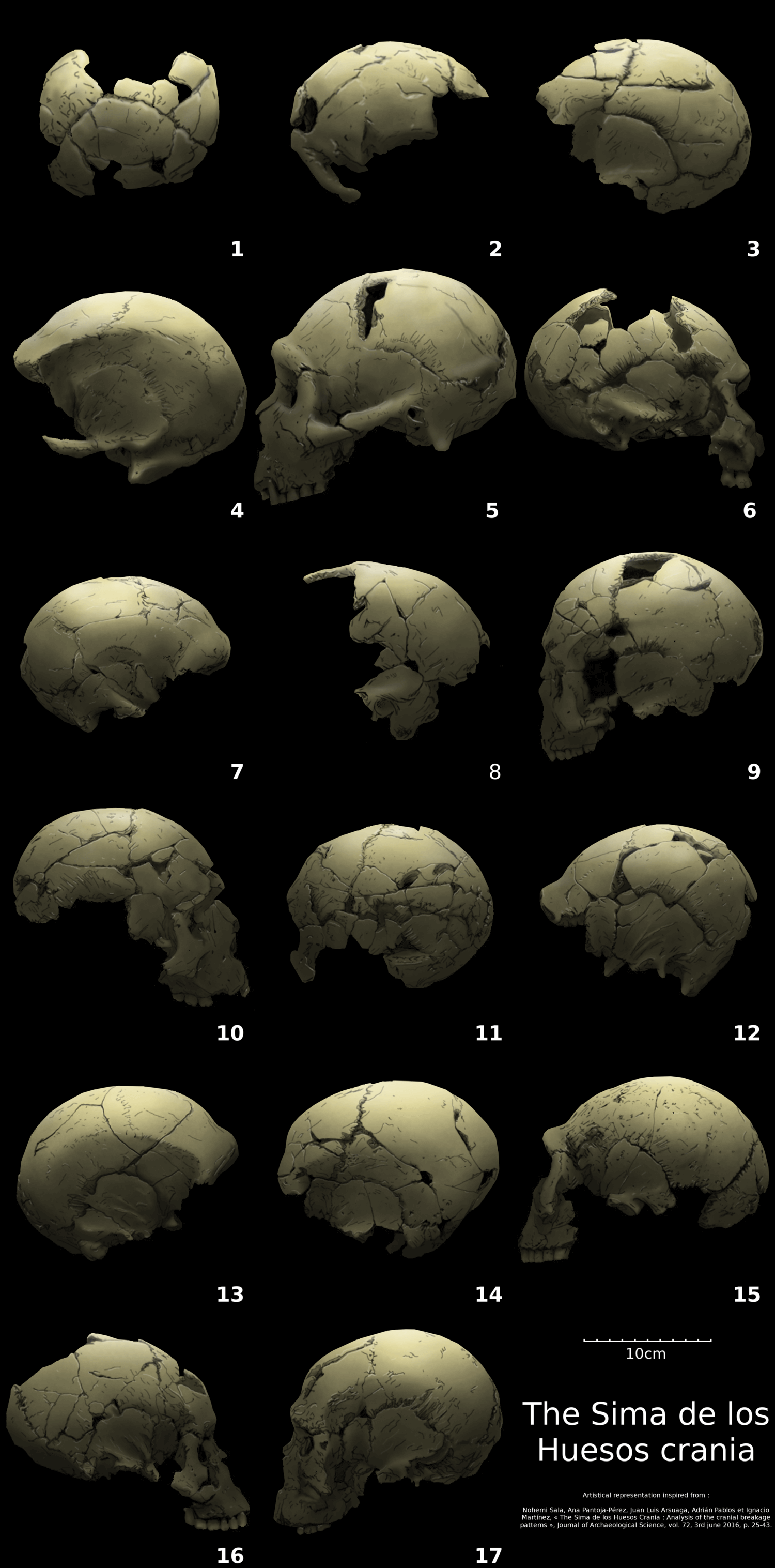
Schädel aus der Sima de los Huesos

Die Fundstelle der Sima de los Huesos ist eine kleine Kammer am Grund eines 13 Meter tiefen Lochs an der tiefsten Stelle der Höhle Cueva Mayor, in der man eine große Anzahl Knochen von Hominini und Tieren gefunden hat. Die Sedimente aus dem Mittelpleistozän sind hervorragend erhalten; eine Datierung aus dem Jahr 2007 berechnete zunächst ein Alter von 600.000 Jahren, 2014 wurde ein Alter von 430.000 Jahren publiziert und 2019 schließlich eine Zeitspanne von 455.000 ± 17.000 bis 440.000 ± 15.000 Jahren.
Was die Fundstelle so bedeutend macht, sind mehr als 6700 Fossilien, die zu einer Gruppe von 28 sehr vollständig erhaltenen Individuen der Spezies Homo heidelbergensis aller Alter und Geschlechter gehören. Diese Funde stellen über 90 Prozent aller bislang entdeckter menschlichen Fossilien aus dem Mittelpleistozän dar und sind die größte Ansammlung homininer Fossilien, die bislang weltweit entdeckt wurde.
Aus diesen Funden stechen zahlreiche Schädel hervor, unter denen sich auch der Schädel Nr. 5 befindet, der weltweit besterhaltene Schädel eines Homo heidelbergensis, der im Volksmund zu Ehren Miguel Indurains Miguelón genannt wurde. Es wurden zahlreiche Knochen aus unterschiedlichsten Körperregionen gefunden, unter anderem ein auf den Namen „Elvis“ getauften Beckenknochen (Pelvis) und sogar Gehörknöchelchen. „Elvis“ (die Bezeichnung spielt an auf Elvis Presley) ist der vollständigste Beckenknochen des Fossilienbestands. Er gehörte zu einem 1,75 m großen und 95 Kilogramm schweren männlichen Individuum. Daraus wurde der Schluss gezogen, dass Homo heidelbergensis so groß war wie heutige Menschen, jedoch von robusterem Körperbau. Die Beckenhöhle war größer, was den Frauen die Geburt erleichterte.
Im Jahr 2013 gelang es Forschern des Max-Planck-Instituts für evolutionäre Anthropologie, aus einem anhand der molekularen Uhr auf ein Alter von rund 400.000 Jahre geschätzten Oberschenkelknochen (Femur XIII) mitochondriale DNA (mtDNA) zu gewinnen und zu sequenzieren. Völlig unerwartet wurde belegt, dass der Besitzer des Knochens etwa 300.000 Jahre vor seinem Tod einen gemeinsamen Vorfahren mit den Denisova-Menschen hatte und die untersuchte mtDNA-Probe eher diesen Denisova-Menschen ähnelte als den Neandertalern. 2015 ergab die Analyse von DNA aus den Zellkernen von zwei Fossilien jedoch eine größere genetische Nähe zu den Neandertalern als zu den Denisova-Menschen und zum anatomisch modernen Homo sapiens. Die Linien zum Neandertaler und zum Denisova-Menschen müssen sich früher als vor 430.000 Jahren getrennt haben. 2017 vorgenommene DNA-Vergleiche insbesondere mit einem etwa 124.000 Jahre alten Neandertaler-Oberschenkelknochen, gefunden bereits 1937 in der Hohlenstein-Stadel-Höhle (Schwäbischen Alb nahe Ulm) lassen ein Szenario möglich erscheinen, dass vor etwa 220.000 bis 470.000 Jahren eine ‚Vorhut‘ des modernen Menschen von Afrika nach Europa kam und sich mit dem Neandertaler so vermischte, dass dessen Denisova-ähnliche mtDNA durch die eigene ‚moderne‘ ersetzt wurde. Damit wäre das Paradox erklärt, dass bei allen jüngeren untersuchten Neandertaler-Funden einschließlich dem aus der Schwäbischen Alb die mtDNA Merkmale des modernen Menschen zeigt, die Kern-DNA dagegen Denisova-Merkmale, was zu der ursprünglichen Fehleinschätzung 2013 führte.
Eine mögliche Erklärung für die große Ansammlung von Skeletten ist, dass der Ort eine Begräbnisstätte war. Nur ein einziges Steingerät wurde unter den Knochen gefunden, ein unbenutzter Faustkeil aus Quarzit und Ocker (im ganzen Komplex von Atapuerca wurde kein weiteres Werkzeug aus diesem Material gefunden). Er wurde 1998 entdeckt und erhielt den Namen Excalibur. Dies könnte ein Hinweis auf ein Beisetzungsritual sein.
Unter den Karnivorenfossilien befinden sich Überreste von mehr als 180 Individuen der Bärenart Ursus deningeri.
Die Grabung Cueva Mayor ist aufgrund der Funde von weltweit einzigartiger Bedeutung.

#### Portalón
Die Portalón genannte Grabung am Eingang der Cueva Mayor hat Rückschlüsse auf einen bedeutenden Teil der Bronzezeit ermöglicht (1680 v. Chr. – 890 v. Chr.). Relevant sind vor allem die verzierte Keramik, mit mehr als 400 ikonografischen Motiven, verschiedene Knochen- und Bronzewerkzeuge sowie Schmuck aus Knochen, Horn und Elfenbein. Die Grabung wurde bis zum Erreichen des Jungpleistozän fortgeführt, interessant sind jedoch hauptsächlich die Funde aus dem Neolithikum, und speziell aus der Bronzezeit.
Eine Genom-Studie von kupfer-bronzezeitlichen (3300-2550 vZW) Menschen der El-Portalón-Höhle zeigt deren enge Verwandtschaft mit anderen frühen Bauern Europas und vergleicht sie darüber hinaus mit weiteren neuesten Genomergebnissen.

#### Galería de Sílex
Auch die Galería de Sílex, die 1964 von der Höhlenforschergruppe Grupo Espeleológico Edelweiss aus Burgos entdeckt wurde, hat spektakuläre Überbleibsel aus der Bronzezeit zu Tage gebracht. Sie war seit einer Zeit nahe jener Epoche verschlossen, so dass Boden und Felszeichnungen außergewöhnlich gut konserviert blieben. In einer ihrer Kammern wurde eine Vielzahl menschlicher und tierischer Überreste mit Stein- und Knochenwerkzeugen sowie Keramik gefunden, was auf Aktivitäten ritueller Natur hinweist. Die Wände weisen eine Fülle von Malereien und Gravuren auf, einige der dort verwendeten Symbole erscheinen auch auf der Keramik.

### Andere Grabungsstätten desAtapuerca-Komplexes

#### Cueva del Mirador
Auch in der Fundstelle Cueva del Mirador, die am weitesten vom archäologischen Komplex entfernt ist, fand man Anfang der 2000er-Jahre Menschenknochen aus der frühen Bronzezeit. Der Fund von bis zu sechs Individuen verschiedenen Alters und Geschlechts, datiert in die Zeit vor 4600 – 4100 (cal BP) Jahren, war insofern etwas Besonderes, als aufgrund von Schnittspuren Hinweise auf  Kannibalismus entdeckt wurden. Ein zweiter Fund aus der Zeit vor 5709 – 5573 (cal BP) Jahren ließ die Forscher ebenfalls auf Kannibalismus schließen.

#### Valle des las Orquídeas
Die Fundstelle Valle des las Orquídeas befindet sich im Freien. Ihr Alter beträgt 27.000 bis 30.000 Jahre, ein Zeitraum, der zum Pleistozän gehört. Während des Neolithikums war sie konstant besiedelt, wohl wegen der guten Verfügbarkeit von Ressourcen und des guten Überblicks über ein bestimmtes Gebiet des Territoriums.

## Belege
1. ↑  Atapuerca aumenta aún más la antigüedad del primer europeo. (Memento vom 11. Dezember 2008 im Internet Archive) In: El Periódico de Catalunya vom 27. März 2008] (spanisch)
2. ↑  Jean-Yves Crochet u. a.: Une nouvelle faune de vertébrés continentaux, associée à des artifacts dans le Pléistocène inférieur de l’Hérault (Sud de la France), ver 1,57 Ma. Comptes Rendus Palevol 8, 2009, S. 725–736 doi:10.1016/j.crpv.2009.06.004
3. ↑  Marta Arzarello, Federica Marcolini, Giulio Pavia, Marco Pavia, Carmelo Petronio, Mauro Petrucci, Lorenzo Rook, Raffaele Sardella: Evidence of earliest human occurrence in Europe: the site of Pirro Nord (Southern Italy). Naturwissenschaften 94, 2007, S. 107–112
4. ↑  Eudald Carbonell et al.: The first hominin of Europe. In: Nature. Band 452, 2008, S. 465–469, doi:10.1038/nature06815.
5. ↑  Roman Garba et al.: East-to-west human dispersal into Europe 1.4 million years ago. In: Nature. Online-Vorabveröffentlichung vom 6. März 2024, doi:10.1038/s41586-024-07151-3. 
 Ältestes Zeugnis von Frühmenschen in Europa. Auf: scinexx.de vom 7. März 2024.
6. ↑  Rosa Huguet, Xosé Pedro Rodríguez-Álvarez, María Martinón-Torres, Josep Vallverdú, Juan Manuel López-García, Marina Lozano, Marcos Terradillos-Bernal, Isabel Expósito, Andreu Ollé, Elena Santos4, Palmira Saladié, Arturo de Lombera-Hermida, Elena Moreno-Ribas, Laura Martín-Francés, Ethel Allué, Carmen Núñez-Lahuerta, Jan van der Made, Julia Galán, Hugues-Alexandre Blain, Isabel Cáceres, Antonio Rodríguez-Hidalgo, Amèlia Bargalló, Marina Mosquera, Josep Maria Parés, Juan Marín, Antonio Pineda, David Lordkipanidze, Ann Margveslashvili, Juan Luis Arsuaga, Eudald Carbonell und José María Bermúdez de Castro: The earliest human face of Western Europe. In: Nature. 2025, doi:10.1038/s41586-025-08681-0.
7. ↑  James L. Bischoff, Ross W. Williams, Robert J. Rosenbauer, Arantza Aramburu, Juan Luis Arsuaga, Nuria García und Gloria Cuenca-Bescós: High-resolution U-series dates from the Sima de los Huesos hominids yields 600 kyrs: implications for the evolution of the early Neanderthal lineage. In: Journal of Archaeological Science. Band 34, Nr. 5, 2007, S. 763–770, doi:10.1016/j.jas.2006.08.003.
8. ↑  J. L. Arsuaga et al.: Neandertal roots: Cranial and chronological evidence from Sima de los Huesos. In: Science. Band 344, Nr. 6190, 2014, S. 1358–1363, doi:10.1126/science.1253958, Volltext (PDF)
9. ↑  Martina Demuro et al.: New bracketing luminescence ages constrain the Sima de los Huesos hominin fossils (Atapuerca, Spain) to MIS 12. In: Journal of Human Evolution. Band 131, 2019, S. 76–95, doi:10.1016/j.jhevol.2018.12.003
10. ↑  Juan Luis Arsuaga et al.: Postcranial morphology of the middle Pleistocene humans from Sima de los Huesos, Spain. In: PNAS. Band 112, Nr. 37, 2015, S. 11524–11529, doi:10.1073/pnas.1514828112
11. ↑  Jean-Jacques Hublin: How to build a Neandertal. In: Science. Band 44, Nr. 6190, 2014, S. 1338–1339, doi:10.1126/science.1255554
12. ↑  J. L. Arsuaga, I. Martínez, A. Gracia, J. M. Carretero, E. Carbonell: Three new human skulls from the Sima de los Huesos Middle Pleistocene site in Sierra de Atapuerca, Spain. In: Nature. Band 362, 1993, S. 534–537, doi:10.1038/362534a0.
13. ↑  J. L. Arsuaga, C. L. Lorenzo, J. M. Carretero, A. Gracia, I. Martínez, N. García, J. M. Bermúdez de Castro, E. Carbonell: A complete human pelvis from the Middle Pleistocene of Spain. In: Nature. Band 399, 1999, S. 255–258, doi:10.1038/20430.
14. ↑  
  - Matthias Meyer et al.: A mitochondrial genome sequence of a hominin from Sima de los Huesos. In: Nature. Band 505, Nr. 7483, 2014, S. 403–406, doi:10.1038/nature12788
  - Max-Planck-Gesellschaft vom 4. Dezember 2013: Älteste menschliche DNA entziffert.
15. ↑  Ewen Callaway: Hominin DNA baffles experts. In: Nature. Band 504, 2013, S. 16 f., doi:10.1038/504016a
16. ↑  
  - Ewen Callaway: Oldest Ancient-Human DNA Details Dawn of Neandertals. In: Scientific American. Abgerufen am 14. März 2016.
  - Matthias Meyer, Juan-Luis Arsuaga et al.: Nuclear DNA sequences from the Middle Pleistocene Sima de los Huesos hominins, in: Nature. Band 531, Ausgabe 7595, 2016, S. 504–507, PMID 26976447, doi:10.1038/nature17405
  - Ann Gibbons: Humanity’s long, lonely road. In: Science. Band 349, Nr. 6254, 2015, S. 1270, doi:10.1126/science.349.6254.1270-a
  - DNA from Neandertal relative may shake up human family tree. Auf: sciencemag.org vom 11. September 2015, doi:10.1126/science.aad1740
17. ↑  
  - Cosimo Posth, Christoph Wißing, Keiko Kitagawa, Luca Pagani, Laura van Holstein, Fernando Racimo, Kurt Wehrberger, Nicholas J. Conard, Claus Joachim Kind, Hervé Bocherens und Johannes Krause: Deeply divergent archaic mitochondrial genome provides lower time boundary for African gene flow into Neanderthals. In: Nature Communications 8, 16046, 4. Juli 2017, doi:10.1038/ncomms16046
  - Die geheimnisvolle Liaison des Neandertalers. (Memento vom 7. November 2017 im Internet Archive) dpa-Meldung in Sächsische Zeitung online, 6. Juli 2017
  - Nadja Podbregar: Menschheitsgeschichte wird komplizierter. Auf: wissenschaft.de vom 4. Juli 2017
18. ↑  Sima de los huesos and hominids. Auf: modernhumanorigins.com, eingesehen am 2. September 2015
19. ↑  Torsten Günther, Cristina Valdiosera, Helena Malmström et al.: Ancient genomes link early farmers from Atapuerca in Spain to modern-day Basques. In: PNAS. Band 112, Nr. 38, 2015, S. 11917–11922; doi:10.1073/pnas.1509851112
20. ↑  Palmira Saladié et al.: Evidence of neolithic cannibalism among farming communities at El Mirador cave, Sierra de Atapuerca, Spain. In: Scientific Reports. Band 15, 2025, 26648, doi:10.1038/s41598-025-10266-w.
Kannibalismus selbst bei frühen Bauern. Auf: scinexx.de vom 8. August 2025.

Koordinaten: 42° 21′ 0,3″ N, 3° 31′ 10,1″ W